# Neotrygon leylandi
Neotrygon leylandi är en rockeart som först beskrevs av Last 1987.  Neotrygon leylandi ingår i släktet Neotrygon och familjen spjutrockor. IUCN kategoriserar arten globalt som livskraftig. Inga underarter finns listade i Catalogue of Life.